# 克奇克
克奇克，是匈牙利沃什州所辖的一个村，总面积12.58平方公里，总人口284，人口密度22.6人/平方公里（2010年1月1日）。